# Walter J. Mahoney

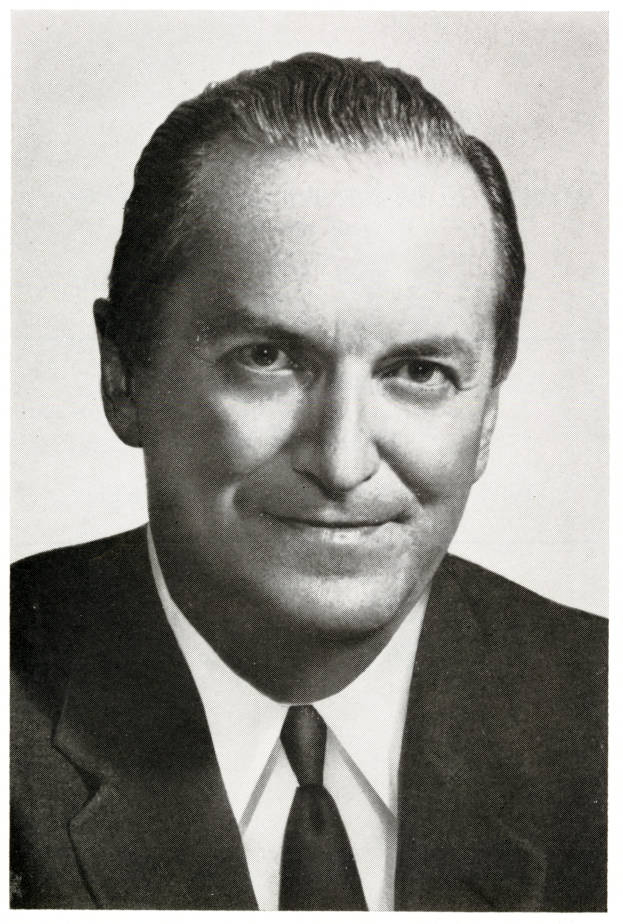
Walter J. Mahoney

Walter J. Mahoney (* 10. März 1908 in Buffalo, New York; † 1. März 1982) war ein US-amerikanischer Rechtsanwalt, Richter und Politiker (Republikanische Partei).

## Werdegang
Walter J. Mahoney studierte Jura an der University of Buffalo. Seine Zulassung als Anwalt bekam er 1934. Dann war er als Reporter für die Buffalo Times tätig. Er nahm am 2. Oktober 1932 im alten Gerrons Building in Buffalo an der ersten Sitzung der Association of New York State Young Republican Clubs teil. Die Association wurde offiziell 1934 gegründet und Mahoney wurde 1935 zu ihrem Präsidenten gewählt, eine Stellung, von der er erst 1936 nach seiner Wahl in den Senat von New York zurücktrat. Dort war er zwischen 1937 und 1964 tätig. In dieser Zeit vertrat er von 1937 bis 1944 den 48. Bezirk, dann von 1945 bis 1954 den 53. Bezirk und zuletzt von 1955 bis 1964 den 55. Bezirk. Mahoney nahm in den Jahren 1956, 1960 und 1964 als Delegierter an den Republican National Conventions teil. Nach dem Rücktritt von Arthur H. Wicks war er zwischen 1954 und 1964 als Majority Leader im Senat von New York tätig. In dieser Funktion hatte er 1954 den Posten des kommissarischen Vizegouverneur inne. Bei seinem Wiederwahlversuch 1964 erlitt er gegenüber John Doerr eine Niederlage. Im nachfolgenden Jahr ernannte ihn Gouverneur Rockefeller zum Leiter der New York State Thruway Authority. Dann wurde er 1967 zum Richter für den 8. Gerichtsbezirk am New York Supreme Court gewählt. Gouverneur Wilson ernannte Mahoney 1974 zum beisitzenden Richter (engl. Associate Justice) an deren Berufungsabteilung im 4. Department. Mahoney trat 1977 von diesem Posten zurück und ging in Buffalo wieder seiner Tätigkeit als Anwalt nach.

## Ehrungen
Das Walter J. Mahoney State Office Building in der 65 Court Street in seiner Heimatstadt Buffalo wurde nach ihm benannt.